# Vielle-Louron
 Vielle-Louron  es una población y comuna francesa, situada en la región de Mediodía-Pirineos, departamento de Altos Pirineos, en el distrito de Bagnères-de-Bigorre y cantón de Bordères-Louron.

## Demografía
| 61 | 55 | 47 | 47 | 40 | 51 | 75 |
| Para los censos de 1962 a 1999 la población legal corresponde a la población sin duplicidades (Fuente: INSEE [Consultar]) |    |    |    |    |    |    |